# Grumman G-44
Die Grumman G-44 Widgeon (deutsch Pfeifente) ist ein zweimotoriges Amphibienflugzeug des US-Herstellers Grumman Aircraft.

## Geschichte und Konstruktion
Der kommerzielle Erfolg der Grumman G-21 Goose sowie der Bedarf an einer kleineren und billigeren Variante waren der Anstoß zur Konstruktion der G-44 Widgeon.
Der Prototyp der Widgeon wurde am 28. Juni 1940 von Roy Grumman und Bud Gillies in Bethpage, New York getestet. Am 21. Februar wurde die erste Serienmaschine eines geplanten 44-Stück-Serienblocks ausgeliefert. Vier Stück wurden vom United States Army Air Corps (USAAC) requiriert, wo sie die Bezeichnung OA-14 erhielten. Der zweite Produktionsblock wurde für die United States Coast Guard reserviert, dort erhielten sie die Bezeichnung J4F-1. Die verbesserte J4F-2 wurde in 131 Exemplaren zwischen Juli 1942 und Februar 1945 an die United States Navy ausgeliefert. Sie diente als fünfsitziges Gebrauchsflugzeug für die Küstenpatrouille und die U-Boot-Abwehr.
An die Royal Navy wurden 15 J4F-2 verliehen, wo sie zunächst den Namen Gosling erhielten, später jedoch wieder die US-Bezeichnung verwendeten.
Grumman stellte 1944 eine verbesserte G-44A vor, die bis Januar 1949 in weiteren 76 Exemplaren ausgeliefert wurde. In Frankreich wurden 41 Maschinen des Typs G-44A unter der Bezeichnung S.C.A.N. 30 in La Rochelle von der Société de Construction Aéronavale (S.C.A.N.) in Lizenz gebaut.
Viele Widgeon wurden in späteren Jahren mit moderneren Motoren des Typs Continental W-670 oder AVCO-Lycoming 90-453A aufgerüstet. McKinnon Enterprises führte einen Umbau zur Super Widgeon aus, von der mehr als 70 Stück fertiggestellt wurden. Dieses Modell verfügte über bessere AVCO-Lycoming-GO-480-B1D-Motoren mit 201 kW (270 PS) sowie über Verbesserungen der Rumpfstruktur und eine größere Reichweite.

## Produktion
Bauzahlen der Grumman Widgeon:
| Version | 1940 | 1941 | 1942 | 1943 | 1944 | 1945 | 1946 | 1947 | 1948 | 1949 | SUMME |
| ------- | ---- | ---- | ---- | ---- | ---- | ---- | ---- | ---- | ---- | ---- | ----- |
| XG-44   | 1    |      |      |      |      |      |      |      |      |      | 1     |
| G-44    |      | 34   | 9    |      |      |      |      |      |      |      | 43    |
| J4F-1   |      | 8    | 23   |      |      |      |      |      |      |      | 31    |
| J4F-2   |      |      | 17   | 56   | 44   | 7    |      |      |      |      | 124   |
| XG-44A  |      |      |      |      |      | 1    |      |      |      |      | 1     |
| G-44A   |      |      |      |      |      | 29   | 36   | 7    | 3    |      | 75    |
| SCAN-30 |      |      |      |      |      |      |      |      |      | 42   | 42    |
| SUMME   | 1    | 42   | 49   | 56   | 44   | 37   | 36   | 7    | 3    | 42   | 317   |

## Militärische Nutzer
Brasilien
 Israel
 Portugal
 Thailand
 Vereinigtes Königreich
- Royal Navy

 Vereinigte Staaten
- United States Army Air Corps
- United States Army Air Forces
- United States Coast Guard
- United States Navy

 Uruguay

## Zwischenfälle
- Am 22. Mai 1956 stürzte eine Grumman Widgeon der Pacific Western Airlines (Luftfahrzeugkennzeichen CF-GYZ) in die Eagle Bay nahe dem Zielflugplatz Kitimat (British Columbia, Kanada). Alle 3 Insassen, der Pilot und die beiden Passagiere, wurden getötet. Sie waren auf einem Suchflug nach einem Fischer, der aus seinem Boot gefallen war.[2][3]

## Technische Daten

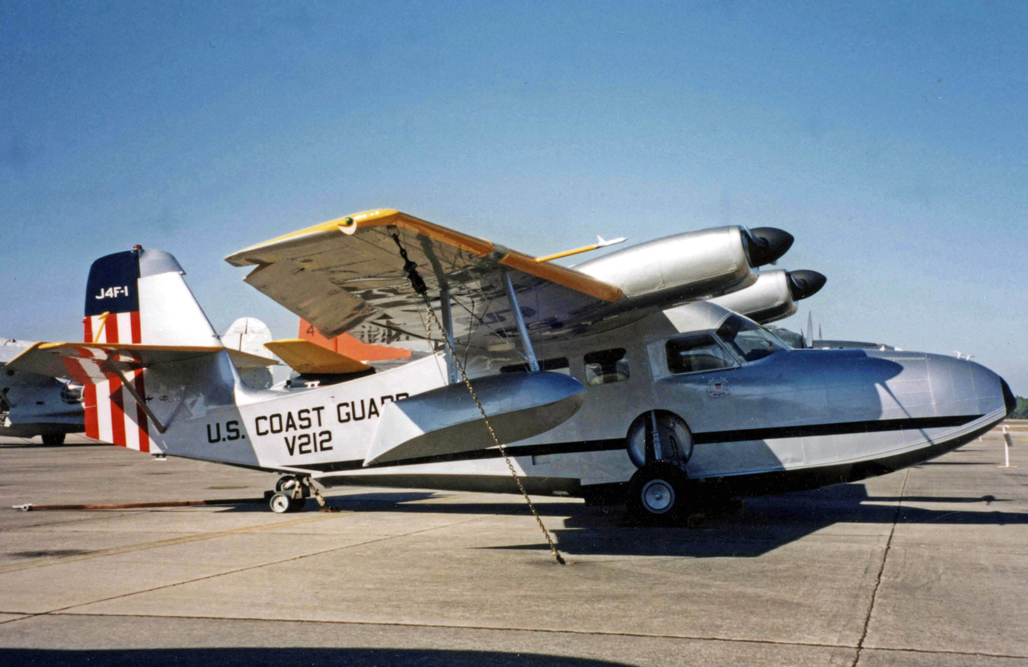
Eine restaurierte Grumman J4F-1 mit Markierungen der US Coast Guard des National Museum of Naval Aviation in Pensacola, Florida 2002

| Kenngröße             | Daten                                                                    |
| --------------------- | ------------------------------------------------------------------------ |
| Typ                   | Amphibienflugzeug                                                        |
| Spannweite            | 12,19 m                                                                  |
| Länge                 | 9,47 m                                                                   |
| Höhe                  | 3,48 m                                                                   |
| Leermasse             | 1447 kg                                                                  |
| Startmasse            | 2041 kg                                                                  |
| Triebwerk             | zwei Sechszylinder-Reihenmotoren Ranger L-440C-5, je 149 kW (ca. 200 PS) |
| Höchstgeschwindigkeit | 246 km/h in 1330 m Höhe                                                  |
| Reichweite            | 1481 km                                                                  |
| Dienstgipfelhöhe      | 4450 m                                                                   |
| Bewaffnung            | keine                                                                    |